# アンティクレイア (小惑星)
アンティクレイア (651 Antikleia) は小惑星帯に位置する小惑星である。ハイデルベルクでアウグスト・コプフによって発見された。
ギリシア神話のラーエルテースの妻であり、オデュッセウスの母のアンティクレイアにちなんで命名された。